# Secrétaire permanent
Le secrétaire permanent (anglais : Permanent Secretary) est le fonctionnaire supérieur le plus gradé d'un ministère du gouvernement britannique.

## Historique
Quand Lord Grey devint Premier ministre en 1830, Sir John Barrow fut sommé de continuer à servir de Secrétaire dans son ancien département (l'Amirauté), instaurant ainsi le principe selon lequel les fonctionnaires supérieurs restent en poste dans les ministères lors des changements de gouvernement et travaillent de manière non-partisane.
C'est durant le mandat de Barrow que le poste fut officiellement renommé « Permanent Secretary ».

## Fonctions
Le secrétaire permanent est chargé de la bonne marche quotidienne de son ministère. Il est à la tête de la fonction publique non partisane d'un département ministériel ou le directeur d'un département non ministériel. Il est à distinguer du secrétaire d'État qui est le ministre chargé du département et à qui le secrétaire permanent rend des comptes et conseille.
Les secrétaires permanents sont également les agents comptables de leur département, ce qui signifie qu'ils sont responsables devant le Parlement que les ministères dépensent l'argent accordé de manière appropriée. Ils sont les plus fréquemment interrogés lors des questions budgétaires des commissions des comptes publics. Ils siègent au conseil d'administration de leurs départements respectifs.
Certains gros ministères ont également un second secrétaire permanent, qui agit en tant qu'adjoint.
Les secrétaires permanents sont hiérarchiquement en dessous du secrétaire du cabinet.
Traditionnellement, les secrétaires permanents sont faits chevaliers commandeurs ou dames commandeurs de l'ordre du Bain.

## Secrétaires permanents
Il existe actuellement 43 personnes dans les départements exécutifs portant le titre de secrétaire permanent ou second secrétaire permanent — cependant, tous n'utilisent pas ce titre-là :
| Département                                                               | Titres |
| ------------------------------------------------------------------------- | --- |
| Cabinet                                                                   | Secrétaire du cabinet Président du Joint Intelligence Committee Permanent Secretary pour les communications gouvernementales Permanent Secretary au 10 Downing Street Conseiller du Premier ministre sur l'Europe et les Questions globales Bureau du Conseil parlementaire |
| Département des Affaires, de l'Innovation et des Compétences              | Secrétaire permanent Conseiller scientifique en chef du gouvernement et Chef du Bureau des sciences du Gouvernement |
| Département de l'Éducation                                                | Secrétaire permanent |
| Département des Communautés et du Gouvernement local                      | Secrétaire permanent |
| Département de la Culture, des Médias et du Sport                         | Secrétaire permanent |
| Ministère de la Défense                                                   | Secrétaire permanent Second secrétaire permanent Conseiller scientifique en chef |
| Département de l'Énergie et du Changement climatique                      | Secrétaire permanent |
| Département de l'Environnement, de l'Alimentation et des Affaires rurales | Secrétaire permanent |
| Bureau des Affaires étrangères et du Commonwealth                         | Sous-secrétaire permanent pour les Affaires étrangères |
| Quartier général des Communications du Gouvernement                       | Directeur |
| Département de la Santé                                                   | Secrétaire permanent Officier médical en chef Directeur du National Health Service |
| Département de l'Intérieur                                                | Secrétaire permanent |
| Département du Développement international                                | Secrétaire permanent |
| Ministère de la Justice                                                   | Secrétaire permanent et greffier de la Couronne à la Chancellerie Second secrétaire permanent et Directeur général des performances de l'entreprise Directeur des Poursuites publiques du Service des Poursuites de la Couronne                                             |
| HM Revenue and Customs                                                    | Président Directeur Secrétaire permanent pour les Taxes |
| Secret Intelligence Service (MI6)                                         | Chef ou « C » |
| Security Service (MI5)                                                    | Directeur général |
| Département des Transports                                                | Secrétaire permanent |
| HM Treasury                                                               | Secrétaire permanent Second secrétaire permanent et Directeur gestionnaire des Services Publics et de la Croissance Chef de l'exécutif du Office of Government Commerce |
| Département du Notaire du Trésor                                          | Notaire du Trésor |
| Département du Travail et des Retraites                                   | Secrétaire permanent Second secrétaire permanent et directeur |
| Autorité britannique des Statistiques                                     | Statisticien national |
| Northern Ireland Executive                                                | Secrétaire permanent |
| Northern Ireland Civil Service                                            | Secrétaire permanent |
| Scottish Government                                                       | Secrétaire permanent |
| Welsh Assembly Government                                                 | Secrétaire permanent |